# Zodarion confusum
Zodarion confusum là một loài nhện trong họ Zodariidae.
Loài này thuộc chi Zodarion. Zodarion confusum được J. Denis miêu tả năm 1935.